# Municipio Guadalajara
Koordinaten: 20° 40′ N, 103° 20′ W
Guadalajara ist ein Municipio im mexikanischen Bundesstaat Jalisco in der Región Centro. Das Municipio hatte beim Zensus 2010 1.495.189 Einwohner; die Fläche des Municipios beträgt 151,6 km².
Neben der Millionenstadt Guadalajara, die den Verwaltungssitz des Municipios und die Hauptstadt des Bundesstaats Jalisco darstellt, finden sich im Municipio einige weitere kleine Orte. Das Municipio liegt im Zentrum der Zona Metropolitana de Guadalajara mit über vier Millionen Einwohnern und ist zu etwa 92 % urbanisiert. Im Nordosten des Municipios liegt eine Zone ursprünglichen Laubwaldes.
Das Municipio Guadalajara grenzt an die Municipios Ixtlahuacán del Río, Zapotlanejo, Tonalá, Tlaquepaque und Zapopan.
Das Municipio ist in weiten Teilen eben bis leicht hügelig.